# 레이건 독트린

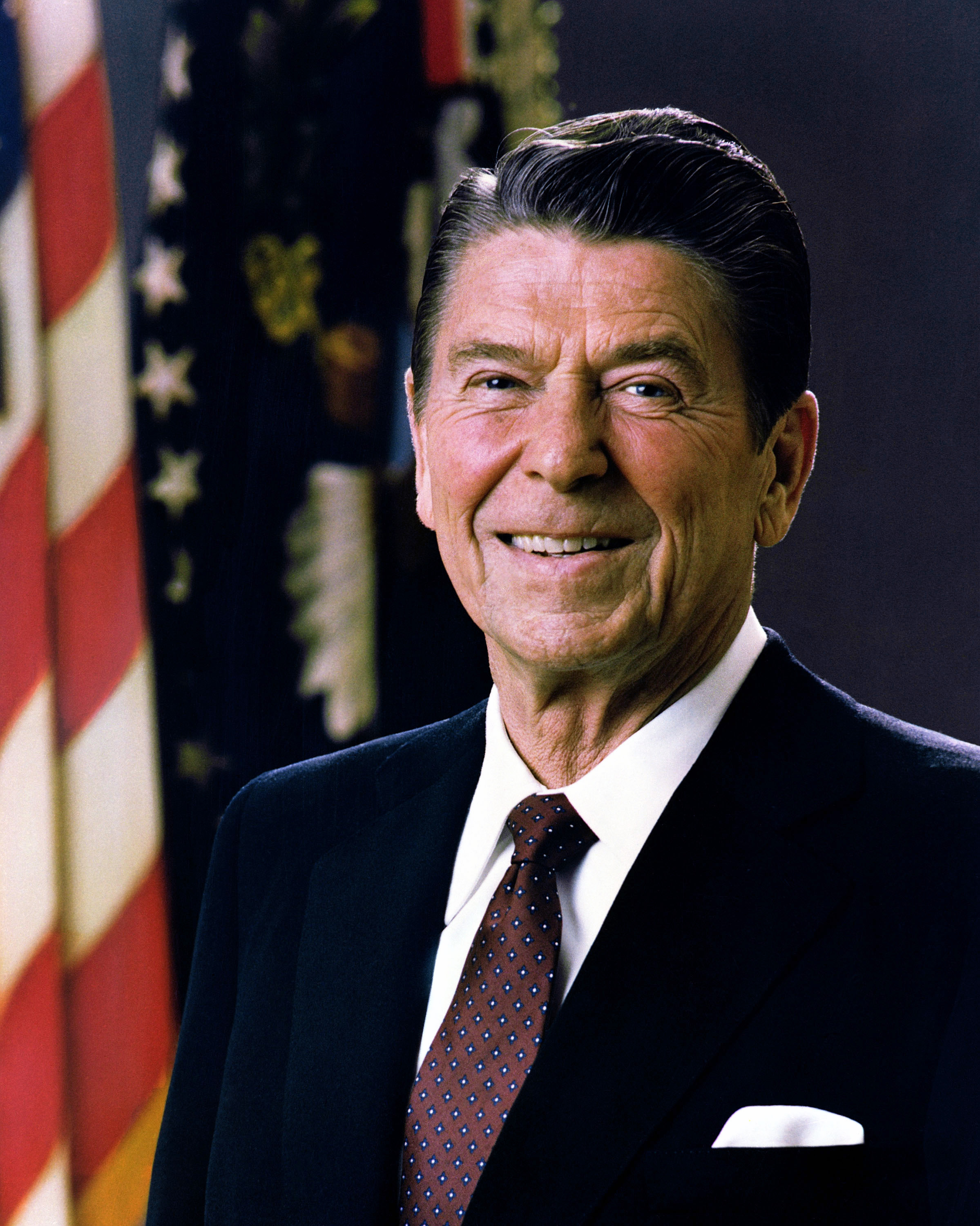
레이건 독트린의 주도자 로널드 레이건 대통령

레이건 독트린이란 로널드 레이건이 대통령인 시절 때 미국의 공산주의 국가에 대한 강력한 압박정책을 말한다. 정확히 말하면 냉전 시대 말기 때 레이건의 소련의 세력을 감소시키기 위한 것이다. 이 정책은 레이건 대통령의 보수적인 성격으로 만들어진 정책이다.

## 레이건 독트린에 대한 평가
레이건이 취임한 1980년대에는 많은 공산주의 나라에서 민주주의를 요구한 시대이다. 이 기세를 타 레이건은 소련의 세력을 완전히 없애기 위하여 민주주의를 요구하는 시민들을 밀어주었다. 이것을 레이건 독트린이라고 말한다. 결국 레이건 독트린 때문에 1989년에 공산주의 세력은 소련의 공중분해와 함께 몰락하고 말았다. 친미 학자들은 레이건 독트린이 공산주의를 망하게 한다고 주장하나, 반미 학자들은 레이건 독트린의 성공이라기 보단 공산주의의 실패라고 주장한다. 그들은 소련을 '공산주의 실험의 대장'이라고 말한다.

## 같이 보기
- 억지이론